# 新光三越デパートガス爆発事故
新光三越デパートガス爆発事故（しんこうみつこしデパートガスばくはつじこ）は、2025年2月13日の午前11時33分頃(TST)に、台湾の台中市にある百貨店・新光三越で店の改装作業中に発生したガス爆発事故である。
死者5人・負傷者38人におよぶ被害を出した。